# 柠檬烯-8,9-环氧化物
柠檬烯-8,9-环氧化物是一种有机化合物，化学式为C10H16O。它可由柠檬烯和过氧化氢在一种含钒杂多酸的季铵盐的催化下反应得到。它和丁硫醇钠在乙醇中反应，可以得到α-丁硫基甲基-α,4-二甲基-3-环己烯-1-甲醇。